# Platyoides velonus
Espèce
Platyoides velonus est une espèce d'araignées aranéomorphes de la famille des Trochanteriidae.

## Distribution
Cette espèce est endémique de Madagascar.

## Description
La femelle holotype mesure 9,47 mm.

## Publication originale
- Platnick, 1985 : Studies on Malagasy spiders, 2. The family Trochanteriidae (Araneae, Gnaphosoidea), with a revision of the genus Platyoides. American Museum Novitates, no 2808, p. 1-17 (texte intégral).